# Association Sportive Beauvais Oise
L'Association Sportive Beauvais Oise è un'associazione calcistica francese della città di Beauvais fondata nel 1945. 
Attualmente gioca nel Championnat de France amateur.

## Rosa 2011-2012
| N. |                      | Ruolo | Calciatore             |
| -- | -------------------- | ----- | ---------------------- |
| 1  | Francia (bandiera)   | P     | Stéphane Lucas         |
| 2  | Francia (bandiera)   | D     | Quentin Moutiapoulle   |
| 3  | Francia (bandiera)   | D     | Jérôme Cellier         |
| 5  | Francia (bandiera)   | D     | Ritchie Makuma         |
| 6  | Benin (bandiera)     | C     | Jocelyn Ahouéya        |
| 7  | Francia (bandiera)   | C     | Yoann Tribeau          |
| 8  | Francia (bandiera)   | C     | Garry Franchi          |
| 10 | Guadalupa (bandiera) | C     | Fabien Raddas          |
| 11 | Francia (bandiera)   | A     | Wilfried Louisy-Daniel |
| 12 | Francia (bandiera)   | D     | Guillaume Borne        |
| 13 | Francia (bandiera)   | C     | Anthony Bova           |
| 15 | Comore (bandiera)    | A     | Kemal Bourhani         |
| 16 | Francia (bandiera)   | P     | Maxime Montay          |

| N. |                         | Ruolo | Calciatore             |
| -- | ----------------------- | ----- | ---------------------- |
| 17 | Francia (bandiera)      | C     | Birama Touré           |
| 19 | Francia (bandiera)      | A     | Vincent Créhin         |
| 20 | Francia (bandiera)      | D     | Vivian Reydel          |
| 21 | Francia (bandiera)      | D     | Léonard Mendy          |
| 22 | Senegal (bandiera)      | D     | Fousseny Sow           |
| 23 | Madagascar (bandiera)   | A     | Faneva Imà Andriatsima |
| 24 | RD del Congo (bandiera) | C     | Albert Milambo         |
| 25 | Francia (bandiera)      | C     | Pierre Goaziou         |
| 26 | Francia (bandiera)      | D     | Vincent Richetin       |
| 28 | Francia (bandiera)      | D     | Benjamin Graton        |
| 29 | Francia (bandiera)      | C     | Najib Farssane         |
| 30 | Francia (bandiera)      | P     | Benjamin Gouget        |

## Rosa 2010-2011
| N. |                    | Ruolo | Calciatore             |
| -- | ------------------ | ----- | ---------------------- |
| 1  | Francia (bandiera) | P     | Benjamin Gouget        |
| 2  | Francia (bandiera) | D     | Christophe Meirsman    |
| 3  | Francia (bandiera) | D     | Christophe Rollet      |
| 4  | Francia (bandiera) | D     | Nicolas Priet          |
| 5  | Senegal (bandiera) | C     | Abdoulaye Khouma Keita |
| 6  | Francia (bandiera) | C     | David Camara           |
| 7  | Francia (bandiera) | C     | Romain Canalès         |
| 8  | Francia (bandiera) | A     | Julien Valero          |
| 9  | Francia (bandiera) | A     | Brice Jovial           |
| 10 | Comore (bandiera)  | A     | Samir Bertin d'Avesnes |
| 11 | Francia (bandiera) | C     | Kévin Barralon         |
| 12 | Francia (bandiera) | D     | Fousseny Sow           |
| 14 | Francia (bandiera) | D     | Boris Ponge            |
| 15 | Francia (bandiera) | D     | Joffrey Cuffaut        |

| N. |                           | Ruolo | Calciatore       |
| -- | ------------------------- | ----- | ---------------- |
| 16 | Francia (bandiera)        | P     | Laurent Messara  |
| 18 | Francia (bandiera)        | C     | Demba Thiam      |
| 21 | Francia (bandiera)        | A     | Thomas Vauvy     |
| 22 | Francia (bandiera)        | C     | Benjamin Graton  |
| 23 | Francia (bandiera)        | D     | Ritchie Makuma   |
| 25 | Francia (bandiera)        | D     | Flavien Rosset   |
| 27 | Francia (bandiera)        | D     | Adrien Dié       |
| 28 | Rep. del Congo (bandiera) | A     | Dorian N'Goma    |
| 28 | Francia (bandiera)        | C     | Anthony Sichi    |
| 29 | Francia (bandiera)        | A     | Cédric Le Hénaff |
| 30 | Francia (bandiera)        | P     | Damien Rascle    |
| 40 | RD del Congo (bandiera)   | P     | Parfait Mandanda |
|    | Francia (bandiera)        | D     | Zakaria Diallo   |
|    | Francia (bandiera)        | D     | Abasse Sané      |

## Palmarès

### Competizioni nazionali
- Championnat National: 1

1999-2000
- Championnat de France amateur: 1

2005-2006
- Championnat National 3: 2

2016-2017, 2019-2020